# MLB All-Star Game 1954
MLB All-Star Game 1954 – 21. Mecz Gwiazd ligi MLB, który rozegrano 13 lipca 1954 roku na stadionie Cleveland Municipal Stadium w Cleveland. Mecz zakończył się zwycięstwem American League All-Stars 11–9. Spotkanie obejrzało 68 751 widzów.

## Wyjściowe składy
| National League | National League | National League | National League | American League | American League  | American League | American League |
| #               | Zawodnik        | Klub            | Pozycja         | #               | Zawodnik         | Klub            | Pozycja         |
| --------------- | --------------- | --------------- | --------------- | --------------- | ---------------- | --------------- | --------------- |
| 1               | Granny Hamner   | Phillies        | 2B              | 1               | Minnie Miñoso    | White Sox       | LF              |
| 2               | Alvin Dark      | Giants          | SS              | 2               | Bobby Ávila      | Indians         | 2B              |
| 3               | Duke Snider     | Dodgers         | CF              | 3               | Mickey Mantle    | Yankees         | CF              |
| 4               | Stan Musial     | Cardinals       | RF              | 4               | Yogi Berra       | Yankees         | C               |
| 5               | Ted Kluszewski  | Reds            | 1B              | 5               | Al Rosen         | Indians         | 1B              |
| 6               | Ray Jablonski   | Cardinals       | 3B              | 6               | Ray Boone        | Tigers          | 3B              |
| 7               | Jackie Robinson | Phillies        | LF              | 7               | Hank Bauer       | Yankees         | RF              |
| 8               | Roy Campanella  | Dodgers         | C               | 8               | Chico Carrasquel | White Sox       | SS              |
| 9               | Robin Roberts   | Phillies        | P               | 9               | Whitey Ford      | Yankees         | P               |

| National League | 0 | 0 | 0 | 5 | 2 | 0 | 0 | 2 | 0 | 9  | 14 | 0 |
| American League | 0 | 0 | 4 | 1 | 2 | 1 | 0 | 3 | X | 11 | 17 | 1 |
| WP: Dean Stone (1–0) LP: Gene Conley (0–1) SV: Virgil Trucks (1) Home runy: NL: Ted Kluszewski (1), Gus Bell (1) AL: Al Rosen (2), Ray Boone, Larry Doby (1) |   |   |   |   |   |   |   |   |   |    |    |   |

## Składy
| Miotacze - Whitey Ford (1) - Mike Garcia (3) - Bob Keegan (1) - Bob Lemon (7) - Bob Porterfield (1) - Allie Reynolds (6) - Sandy Consuegra (1) - Dean Stone (1) - Virgil Trucks (2) - Bob Turley (1) Łapacze - Yogi Berra (7) - Sherm Lollar (2) |  | Wewnątrzpolowi - Bobby Ávila (2) - Ray Boone (1) - Chico Carrasquel (3) - Ferris Fain (5) - Jim Finigan (1) - Nellie Fox (4) - George Kell (8) - Harvey Kuenn (2) - Al Rosen (3) - Mickey Vernon (4) Zapolowi - Hank Bauer (3) - Larry Doby (6) - Mickey Mantle (3) - Minnie Miñoso (4) - Irv Noren (1) - Jim Piersall (1) - Ted Williams (11) |  | Menadżer - Casey Stengel Trenerzy - Fred Hutchinson - Marty Marion |

| Miotacze - Johnny Antonelli (1) - Gene Conley (1) - Carl Erskine (1) - Marv Grissom (1) - Harvey Haddix (2) - Robin Roberts (5) - Jim Wilson (1) - Warren Spahn (7) Łapacze - Smoky Burgess (1) - Roy Campanella (6) - Del Crandall (2) |  | Wewnątrzpolowi - Alvin Dark (3) - Granny Hamner (3) - Gil Hodges (6) - Ray Jablonski (1) - Randy Jackson (7) - Ted Kluszewski (2) - Pee Wee Reese (10) - Red Schoendienst (8) Zapolowi - Gus Bell (2) - Willie Mays (1) - Don Mueller (1) - Stan Musial (11) - Jackie Robinson (6) - Duke Snider (5) - Frank Thomas (1) |  | Menadżer - Walter Alston Trenerzy - Leo Durocher - Charlie Grimm |

- W nawiasie podano liczbę powołań do All-Star Game.